# Palazzo Melissari

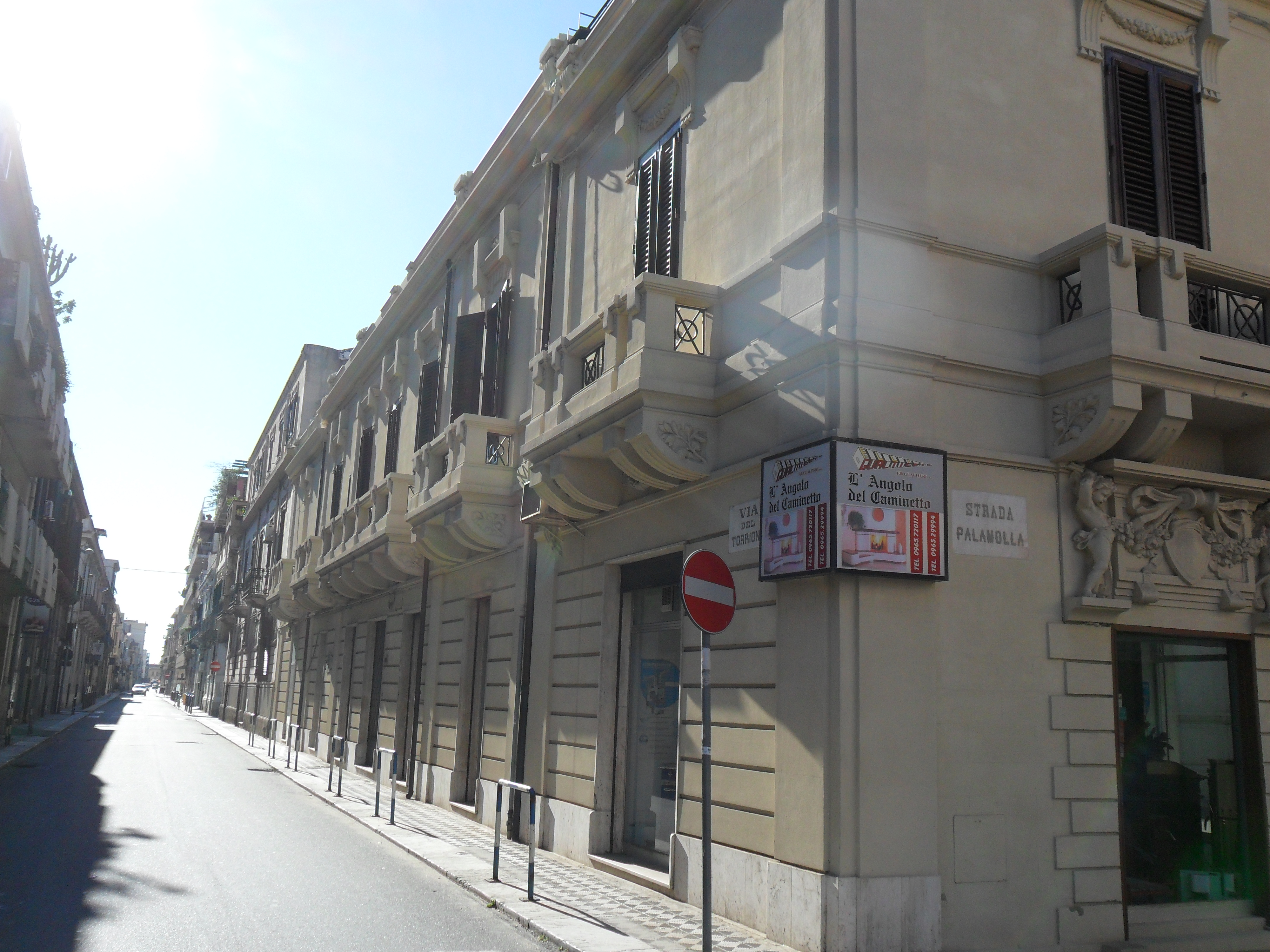
Palazzo Melissari in Reggio Calabria, Fassade zur Via del Torrione

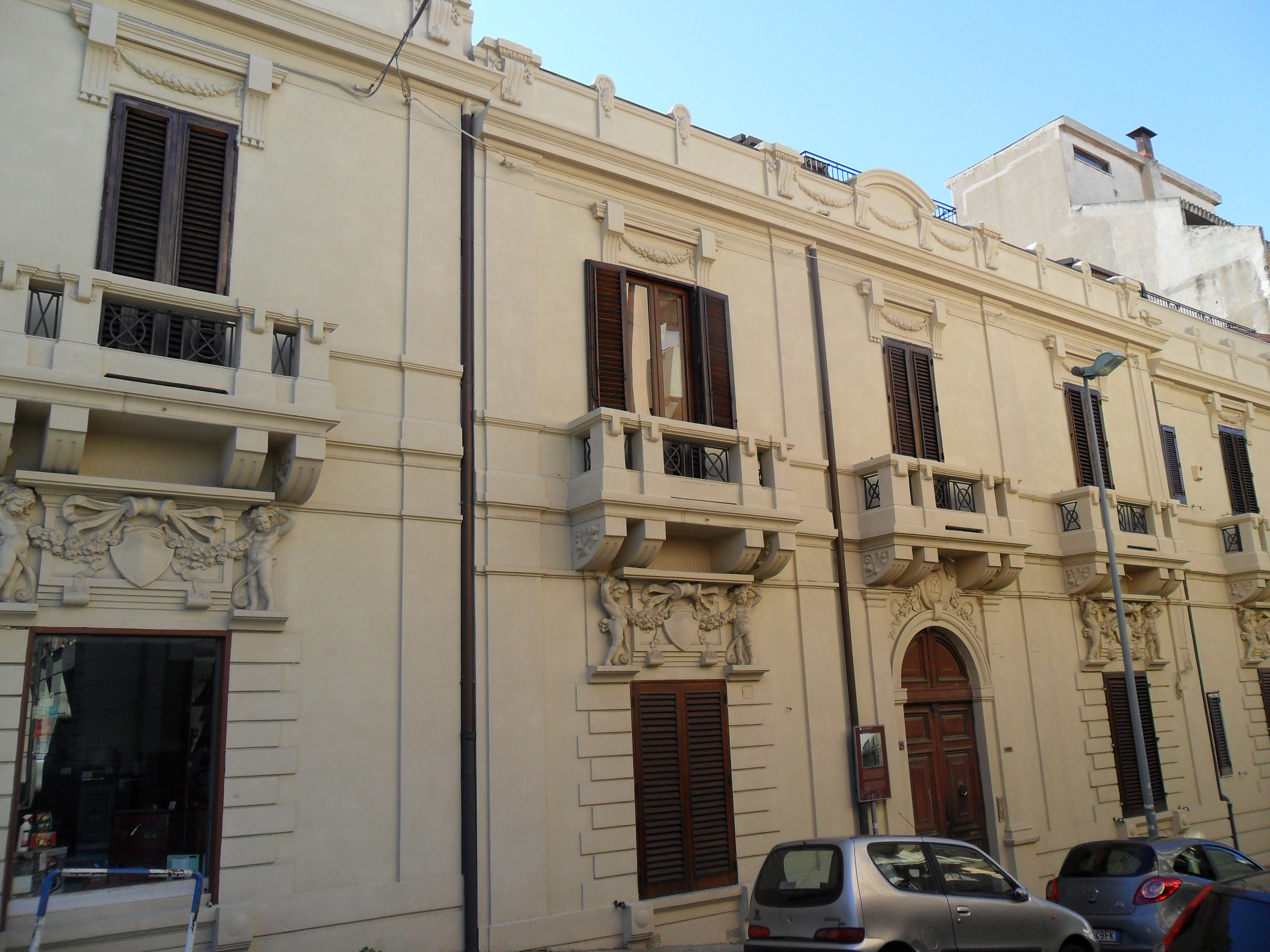
Fassade zur Via Palamolla

Der Palazzo Melissari ist ein Palast mit neoklassizistischen und Jugendstilelementen aus den 1870er- und 1920er-Jahren im historischen Zentrum von Reggio Calabria in der italienischen Region Kalabrien. Er bedeckt einen Teil des Blocks an der Ecke der Via Palamolla zur Via del Torrione.

## Geschichte
Die erste Version des Palastes wurde von Bauingenieur Raffaele Melissari entworfen, wobei beim 1872 fertiggestellten Bau Änderungen von Bauingenieur F. Carpano angebracht wurden. Nach dem Erdbeben von 1908 wurde der Palast auf einem Teil des Baukörpers, der die Naturkatastrophe überstanden hatte, neu aufgebaut. Die Bauarbeiten hierzu wurden 1926 abgeschlossen. Heute sind dort Privatwohnungen untergebracht.

## Beschreibung
Der Palast hat zwei Stockwerke und einen C-förmigen Grundriss, der einen Innenhof einschließt, der von der Via Palamolla aus zugänglich ist, und Treppen zu den Wohnungen im Obergeschoss. Die Fassaden sind durch neoklassizistische Elemente gekennzeichnet, z. B. die regelmäßigen Abstände der Fensteröffnungen und Lisenen. Sie zeigen aber auch Elemente des Jugendstils, wie die Fenster im Erdgeschoss, die mit Architraven versehen und mit Putten, die Girlanden halten, verziert sind. Sie haben Rahmen mit Bossenwerk, aber nicht die Eingänge, die mit Rundbögen ausgestattet sind; besonders an der Via Palamolla wirkt der Eingang aufgrund der Lage des Geländes versetzt. Im Obergeschoss wiederholen sich die Öffnungen mit Architraven in Achse mit den unteren, sind aber einfacher mit floralen Motiven dekoriert und haben Balkone, die von Konsolen mit geometrischen Motiven zwischen den kleinen Pfeilern aus Schmiedeeisen gestützt werden. Die Fassaden enden oben mit Traufgesimsen und der reich verzierten Balustrade.